# ۱۰۰ تا از بدترین گونه‌های مهاجم بیگانه جهان
۱۰۰ تا از بدترین گونه‌های مهاجم بیگانه جهان فهرستی از گونه‌های مهاجم است که در سال ۲۰۰۰ از پایگاه‌های داده گونه‌های مهاجم جهانی، پایگاه داده‌ای از گونه‌های مهاجم در سراسر جهان گردآوری شده است. پایگاه داده توسط گروه تخصصی گونه‌های مهاجم (ISSG) اتحادیه بین‌المللی حفاظت از طبیعت (IUCN) اداره می‌شود. ISSG اذعان می‌کند که «شناسایی ۱۰۰ گونه مهاجم از سراسر جهان که واقعاً «بدتر» از دیگران هستند بسیار دشوار است. در سال ۲۰۱۳، ISSG فهرست خود را به‌روزرسانی کرد تا جانشین ویروس طاعون گاوی † به‌تازگی ریشه‌کن‌شده † شود، و نام چند سرده و گونه تغییر کرد.

## معیارهای شمول
در انتخاب آیتم‌های فهرست از دو معیار بهره‌گیری شد:
- یک گونه مهاجم «تاثیر جدی/شدید بر تنوع زیستی و/یا فعالیت‌های انسانی» دارد
- «تصویر این گونه از مسائل مهم پیرامون تهاجم بیولوژیکی».[۱]

طبق گزارش ISSG، «تنها یک گونه از هر سرده برگزیده شد.» با این حال، با تغییر نام Clidemia hirta اکنون به دو گونه Miconia در فهرست دلالت دارد.

## فهرست گونه‌ها
این فهرست برای بازتاب تغییرات بعدی در طبقه‌بندی، برای اطمینان از ترتیب حروف الفبای سرده‌ها، و حذف خطاهای آشکار به روز شده است. نام‌های رایج ممکن است مبهم باشند.